# João Afonso (Cabo Verde)
João Afonso es una localidad caboverdiana del municipio de Ribeira Grande.

## Geografía
La localidad está situada en la isla de Santo Antão.

## Organización territorial
La localidad abarca los lugares y barrios de:
- Caibros
- Chã de Coelho
- Chã de Machado
- Chã Marichinha
- Fajã dos Bois
- Fajã dos Cumes
- Fundo de Cassaca
- Gonçalinho
- Manuel Ribeiro